# Radiotelevizija Republike Srpske
Radiotelevizija Republike Srpske – publiczny nadawca radiowo-telewizyjny z Republiki Serbskiej, podlegający Bosanskohercegovačkiej radioteleviziji (BHRT). Rozpoczął emisję 19 kwietnia 1992 r., kiedy nadano pierwszy dziennik ze studia w Banja Luce.
Firma nadaje całodobowo kanał Televizija Republike Srpske i stację radiową Radio Republike Srpske. Główna siedziba RTRS znajduje się w Banja Luce, a redakcje regionalne funkcjonują w: Prijedorze, Sarajewie Wschodnim, Bijeljinie, Trebinju, Doboju i Brczku.